# Кашина Кашинони (Новара)
Кашина Кашинони је насеље у Италији у округу Новара, региону Пијемонт.
Према процени из 2011. у насељу је живело 21 становника. Насеље се налази на надморској висини од 172 м.